# David Bisbal Tour 2018-2019
David Bisbal World Tour 2018-2019 fue el nombre que recibió la gira de conciertos del vocalista español David Bisbal, que realizó tras haber recorrido España con su Hijos Del Mar Tour en 2017. Esta gira, que se realiza sin haber sacado nuevo disco al mercado, se planteó como promoción de los cuatro sencillos que el almeriense lanzó durante este tiempo: A partir de hoy (con Sebastián Yatra), Perdón (con Greeicy), Bésame (con Juan Magán) y Abriré la puerta (con Alejandro Fernández).
Las primeras fechas fueron anunciadas en diciembre de 2017, semanas después de haber acabado su anterior gira de presentación Hijos Del Mar Tour. La segunda tanda de conciertos, prevista para ocupar todo el año 2019, se fue lanzando progresivamente según se fueron cerrando las fechas.

## Repertorio
Repertorio del 12 de octubre de 2019 en Bilbao:
1. Quién me iba a decir
2. Antes que no
3. Culpable
4. Lo tenga o no
5. Lloraré las penas
6. Cómo olvidar
7. Desnúdate mujer
8. Quiero perderme en tu cuerpo
9. Esta ausencia
10. Me derrumbo
11. Amar es lo que quiero
12. La rueda de la fortuna
13. No amanece
14. Silencio
15. Esclavo de sus besos
16. El ruido
17. Dígale
18. Mi princesa
19. Abriré la puerta
20. A partir de hoy
21. Bésame
22. Perdón
23. Bulería
24. Ave María

## Fechas
A continuación se detallan las fechas de la gira.
| Fecha                    | Ciudad                 | País           | Lugar                              | Información |
| ------------------------ | ---------------------- | -------------- | ---------------------------------- | ----------- |
| 9 de junio de 2018       | Roquetas de Mar        | España         | Plaza de Toros de Roquetas de Mar  |             |
| 14 de junio de 2018      | Madrid                 | España         | WiZink Center                      |             |
| 16 de junio de 2018      | Barcelona              | España         | Palau Sant Jordi                   |             |
| 21 de junio de 2018      | Valencia               | España         | Plaza de Toros de Valencia         |             |
| 29 de junio de 2018      | Sevilla                | España         | Auditorio Rocío Jurado             |             |
| 30 de junio de 2018      | Pozoblanco             | España         | Campo de Golf de Pozoblanco        |             |
| 7 de julio de 2018       | Chiclana de la Fr.     | España         | Poblado de Sancti Petri            |             |
| 20 de julio de 2018      | Marbella               | España         | Auditorio Festival Starlite        |             |
| 3 de agosto de 2018      | Pinoso                 | España         | Anexo al campo de fútbol municipal |             |
| 4 de agosto de 2018      | Cambrils               | España         | Auditori Parc del Pinaret          |             |
| 29 de septiembre de 2018 | Madrid                 | España         | Teatro Real                        |             |
| 8 de octubre de 2018     | Zaragoza               | España         | Espacio Zity Valdespartera         |             |
| 9 de noviembre de 2018   | Buenos Aires           | Argentina      | Hipódromo de Palermo               |             |
| 10 de febrero de 2019    | Chicago                | Estados Unidos | House of Blues Chicago             |             |
| 12 de febrero de 2019    | Nueva York             | Estados Unidos | Irving Plaza                       |             |
| 13 de febrero de 2019    | Silver Spring          | Estados Unidos | The Fillmore Silver Spring         |             |
| 15 de febrero de 2019    | Miami                  | Estados Unidos | The Fillmore Miami Beach           |             |
| 16 de febrero de 2019    | Orlando                | Estados Unidos | House of Blues Orlando             |             |
| 17 de febrero de 2019    | Houston                | Estados Unidos | House of Blues Houston             |             |
| 18 de febrero de 2019    | Dallas                 | Estados Unidos | House of Blues Dallas              |             |
| 20 de febrero de 2019    | Los Ángeles            | Estados Unidos | The Wiltern                        |             |
| 21 de febrero de 2019    | Sacramento             | Estados Unidos | Ace of Spades Sacramento           |             |
| 26 de febrero de 2019    | Viña del Mar           | Chile          | Anfiteatro de la Quinta Vergara    |             |
| 21 de marzo de 2019      | Vigo                   | España         | Teatro Afundación                  |             |
| 24 de marzo de 2019      | Logroño                | España         | Riojaforum                         |             |
| 25 de marzo de 2019      | Madrid                 | España         | Nuevo Teatro Alcalá                |             |
| 27 de marzo de 2019      | Valencia               | España         | Teatro Olympia                     |             |
| 1 de mayo de 2019        | Hermosillo             | México         | Expogan Sonora Recinto Palenque    |             |
| 3 de mayo de 2019        | Mexicali               | México         | CETYS Universidad Campus           |             |
| 16 de mayo de 2019       | Bruselas               | Bélgica        | Cirque Royal                       |             |
| 17 de mayo de 2019       | París                  | Francia        | Teatro Olympia                     |             |
| 5 de junio de 2019       | Madrid                 | España         | Teatro Real                        |             |
| 9 de junio de 2019       | Barcelona              | España         | Real Club de Polo                  |             |
| 22 de junio de 2019      | Andújar                | España         | Campo de fútbol de la Safa         |             |
| 25 de junio de 2019      | Madrid                 | España         | Teatro Barceló                     |             |
| 29 de junio de 2019      | Las Palmas             | España         | Estadio de Gran Canaria            |             |
| 30 de junio de 2019      | Valencia               | España         | Jardines de Viveros                |             |
| 6 de julio de 2019       | Madrid                 | España         | Plaza de Toros Las Ventas          |             |
| 27 de julio de 2019      | Bienne                 | Suiza          | Expo Park Nidau-Biel               |             |
| 3 de agosto de 2019      | Sanlúcar de B.         | España         | Teatro municipal de Sanlúcar       |             |
| 6 de agosto de 2019      | Marbella               | España         | Auditorio Festival Starlite        |             |
| 8 de agosto de 2019      | Vigo                   | España         | Auditorio Parque de Castrelos      |             |
| 14 de agosto de 2019     | Calella de Palafrugell | España         | Auditori Jardins de Cap Roig       |             |
| 20 de agosto de 2019     | Almería                | España         | Recinto ferial de Almería          |             |
| 22 de agosto de 2019     | Pineda de Mar          | España         | Espacio Platja dels Pins           |             |
| 29 de agosto de 2019     | Loja                   | España         | Estadio municipal Medina Lauxa     |             |
| 31 de agosto de 2019     | Calviá                 | España         | Recinto El Molino                  |             |
| 4 de septiembre de 2019  | Ejea de los C.         | España         | Plaza de Toros de Ejea de los Cab. |             |
| 6 de septiembre de 2019  | Mairena del Aljarafe   | España         | Centro Hípico de Mairena del Alj.  |             |
| 4 de octubre de 2019     | Murcia                 | España         | Plaza de Toros La Condomina        |             |
| 12 de octubre de 2019    | Bilbao                 | España         | Bilbao Arena                       |             |
| 4 de diciembre de 2019   | Santiago               | Chile          | Movistar Arena                     |             |
| 7 de diciembre de 2019   | Buenos Aires           | Argentina      | Estadio Luna Park                  |             |